# Distretto di Quimperlé
Il distretto di Quimperlé era una divisione territoriale francese del dipartimento di Finistère istituita nel 1790 e soppressa nel 1795.Era formato dai cantoni di Quimperlé, Arzano, Bannalec, Clohar, Knevel, Pont Aven, Quérien e Scaër.